# Þórarins þáttr stuttfeldar
Þórarins þáttr stuttfeldar (o La historia de Þórarinn el de la capa corta) también Þórarinn stuttfeldur í Noregskonúnga-sögum (La historia de Þórarinn el de la capa corta en la corte del rey de Noruega), es una historia corta (o þáttr) escrita en nórdico antiguo. La historia se conserva en Morkinskinna, y Hulda-Hrokkinskinna.